# Свети Георги (Ранченци)
Вижте пояснителната страница за други значения на Свети Георги.
„Свети Великомъченик Георги“ (на македонска литературна норма: „Свети Великомаченик Ѓорѓи“) е възрожденска православна църква в светиниколското село Ранченци, източната част на Северна Македония. Част е от Брегалнишката епархия на Македонската православна църква – Охридска архиепископия.
Църквата е от XIX век. Иконите са от 1873 година, дело на видния български зограф Данаил Щиплията.